# Мон-Руаяль
Мон-Руаяль (фр. Mont Royal, в переводе «Королевская гора») — гора на территории канадского города Монреаль, давшая ему название.
Гора имеет три вершины, высота над уровнем моря — 233 м, 211 м и 201 м, каждая из которых имеет различные на английском и французском языках наименования.
Геологически Мон-Руаяль представляет собой небольшой холм, расположенный между Аппалачами и Лаврентийской возвышенностью. Никаких трудностей для покорения вершины не представляют. Первое восхождение европейцами зарегистрирована Жаком Картье с его командой в 1535 году. Сегодня вершины и склоны горы часто посещаемы местными жителями и туристами.
В 1876 году на склонах горы был образован парк Мон-Руаяль. За пределами парка расположены два кладбища: крупнейший некрополь страны Нотр-Дам-де-Неж и Мон-Руаяль, включённые в реестр Национальных исторических мест Канады (англ. National Historic Sites of Canada). У подножия горы располагается основной кампус Университета Макгилла.
Известнейшая достопримечательность горы — Крест Мон-Руаяль высотой 31,4 м, установленный на вершине. Современная конструкция завершена в 1924 году, но первый крест был установлен ещё в 1643 году Полем Шомеди. Другая достопримечательность — Ораторий Святого Иосифа, являющийся малой базиликой и одной из крупнейших католических церквей Канады.
В 1976 году на Летних Олимпийских играх в парке были проведены соревнования по велоспорту.